# Francesca Torzo
Francesca Torzo (Padua, 1975) is een Italiaanse architect. In België maakte ze de ontwerpen voor de verbouwingen van het kunstencentrum Z33 in Hasselt.

## Leven en werk
Francesca Torzo studeerde architectuur aan TU Delft, TSAB Barcelona, AAM in Mendrisio, ‘I Accademia di Architettura di Mendrisio en UAV in Venetië. In Zwitserland werkte Torzo voor architect Peter Zumthor in Haldenstein en voor Bosshard Vaquer in Zürich. In 2008 startte ze in Genua een eigen studio: Atelier Francesca Torzo. Vanaf 2009 was ze docent aan Atelier Bearth aan de Accademia di Architettura di Mendrisio in Zwitserland.
Sinds 2017 is ze professor aan Bergen Arkitekthøgskole in Noorwegen. In 2018 was Torzo deelnemer van de zestiende architectuurbiënnale van Venetië. In 2019 was ze houder van de Leerstoel Maarten Van Severen aan KASK in Gent. Op uitnodiging van MANIERA ontwierp Francesca Torzo in 2020 een reeks meubels, waarmee ze de connectie maakt tussen mensen, objecten en de ruimte rondom hen. Sinds 2020 is ze ook professor aan de Accademia di Architettura di Mendrisio.

## Z33
In 2012 won Torzo met haar voorstel de internationale wedstrijd voor de verbouwing van Z33, waarna ze startte aan het uitwerken en opvolgen van haar ontwerp voor de nieuwe tentoonstellingsvleugel van dit kunstencentrum in Hasselt. Torzo neemt ook actief deel aan het bouwproces, waarbij ze dus niet louter een plan en tekeningen uitwerkt, maar ook de uitvoering op de voet opvolgt en in nauw contact met de werfleiders blijft. Torzo's oog voor detail uit zich in deze nauwgezette samenwerking met de werknemers, ondersteund door haar verscheidene gedetailleerde mock-ups en tekeningen. Haar ontwerp getuigt van een gevoelsmatig samenkomen van omgeving en geschiedenis van het bouwweefsel in een vernieuwend design. Het exterieur bestaat uit een gesloten muur, die refereert naar het aangrenzende voormalig begijnhof, waarmee Z33 een tuin deelt. De muur is bekleed met kleine ruitvormige rode tegels, vanuit de Romeinse techniek opus reticulatum, waarvan de afmetingen nauwkeurig werden berekend. Deze tegels werden ontworpen in samenwerking met steenbakkerij Petersen Tegl. Om de kleur te bekomen mixte ze met Tegl wijn, water en melk. Ook de samenstelling van de klei en de baktemperatuur werden met Tegl uitgewerkt. De rest van het gebouw volgt de nauwkeurige toon die reeds aangegeven wordt door deze voorgevel. 

## Onderscheidingen en prijzen[1]
- 2018: International Piranesi prijs voor Z33
- 2020: Italian Architecture Prize voor Z33
- 2020: WA Moira Gemmill Prize

## Publicaties
- Fioretti, Donatella, Astrid Staufer, en Francesca Torzo. Schwarze Räume / Black Spaces: Ein architektonisches Phänomen. Schwarze Räume / Black Spaces. Detail, 2020.
- Torzo, Francesca. ‘Museo de Arte Contemporáneo Z33 en Hasselt’. Arquitectura Viva, nr. 228 (2020): 70–78.
- Torzo, Francesca. MVSC04. Art Paper Editions, 2020.
- Torzo, Francesca. ‘A Few Loose Sheets: Francesca Torzo on Sketching’. Architectural Review, 9 juli 2020.